# Ulric III de Rappolstein
Ulric III dit el Jove fou senyor de Rappolstein, fill d'Ulric II de Rappolstein el Vell.
Destacable senyor per la seva bondat i la seva generositat. Va morir bastant jove el 1278 i la seva vídua, filla del comte de Frobourg, es va retirar el 1281 al convent de les germanes minorites del Paradís, prop de Schaffhausen, on va morir en l'acompliment de totes les virtuts religioses el 1297. De la seva unió procedeixen: Anselm III; Ulric V (+ 13 d'abril de 1283) casat amb Adelaida filla de Simó de Hohen-Geroldseck; Hermann que va fortificar el castell de Guémar el 1277; i Enric II el Jove.